# Monâjât Yultchieva
Munadjat Yulchieva (orthographié Муножот Йўлчиева en cyrillique, Monâjât Yultchieva en français et Munadjat Yulchieva en anglais) est une des interprètes les plus importantes de la musique ouzbèke. Elle est reconnue pour la qualité unique de sa voix.

## Biographie
Née en 1960 dans la vallée de Ferghâna proche de Tachkent. Il est apparu très jeune qu'elle était une chanteuse très douée ; elle fut découverte par Shawqat Mirzaev, un célèbre joueur de rubab, qui devint son maître et continue de l'accompagner. Son répertoire comprend de nombreuses compositions de ce dernier.
En 2005, elle a participé au festival de musique autrichien Glatt und Verkehrt et au Festival des voix sacrées du monde à Lausanne. Elle s’est produite à plusieurs reprises à Paris au Théâtre de la Ville et à Bruxelles au Théâtre royal de la Monnaie et dans le festival Voix de femmes.

## Son ensemble
- Monajat Yulchieva - chant
- Shavkat Mukhamedov - rubab
- Khodjimurad Safarov - doira
- Dilfuzakhon Khaydarova - dutar
- Marufjon Khalitov - ghaychak

## Discographie
- Concert au Théâtre de la Ville : la belle et l'implorante, DVD, Eva productions, 2005.
- A haunting voice, Ensemble Shavkat Mirzaev, Yulchieva Munadjat, CD, World Network, 1997.
- Ferghâna maqam, CD, Ocora, 1994.
- Tanovar, Master of Uzbek Maqom, vol. 2, CD, Tuses.
- Mo'g'ulchai Navo, Master of Uzbek Maqom, vol. 3, CD, Tuses.
- Live in Concert, Master of Uzbek Maqom, DVD, Tuses.
- Uzbekistan Munadjat Yulchieva et l'Ensemble Shavkat Mirzaev
- Monâjât Yultchieva, Ouzbékistan, Ocora/Radio-France, 2008